# St. Louis Stars 1970
Questa pagina raccoglie i dati riguardanti i St. Louis Stars nelle competizioni ufficiali della stagione 1970.

## Stagione
Alla guida degli Stars fu confermato Bob Kehoe e l'ossatura della squadra rimase fortemente caratterizzata da un forte presenza di giocatori statunitensi, provenienti soprattutto dal Missouri, in contrasto con le altre franchigie della NASL.
Gli Stars chiusero il campionato al terzo posto della Northern Division, non accedendo alla fase finale del torneo.

## Organigramma societario
Area direttiva
Area tecnica
- Allenatore: Bob Kehoe

## Rosa
| N.   |                        | Ruolo | Calciatore        |
| ---- | ---------------------- | ----- | ----------------- |
| 1    | Brasile (bandiera)     | P     | Miguel De Lima    |
| 1    | Stati Uniti (bandiera) | P     | Dave Jokerst      |
| 1    | Stati Uniti (bandiera) | P     | Joe Right         |
| 2    | Jugoslavia (bandiera)  | D     | Milonja Kaličanin |
| 3    | Stati Uniti (bandiera) | C     | Jerry Mueller     |
| 4    | Stati Uniti (bandiera) | C     | Chris Werstein    |
| 4    | Jugoslavia (bandiera)  | C     | Bogdan Hiblović   |
| 5    | Polonia (bandiera)     | D     | Joachim Pierzyna  |
| 6    | Messico (bandiera)     | D     | José Gonzales     |
| 6    | Stati Uniti (bandiera) | A     | Paul Pisani       |
| 7    | Stati Uniti (bandiera) | A     | Larry Hausmann    |
| 8    | Stati Uniti (bandiera) | C     | Pat McBride       |
| 9/15 | Stati Uniti (bandiera) | A     | Jim Leeker        |

| N. |                        | Ruolo | Calciatore        |
| -- | ---------------------- | ----- | ----------------- |
| 10 | Stati Uniti (bandiera) | A     | John Mueller      |
| 11 | Stati Uniti (bandiera) | C     | John Pisani       |
| 12 | Stati Uniti (bandiera) | A     | Tom Bokern        |
| 14 | Stati Uniti (bandiera) | D     | Don Range         |
| 15 | Stati Uniti (bandiera) | A     | Jack Galmiche     |
| 15 | Stati Uniti (bandiera) | D     | Steve Frank       |
| 16 | Stati Uniti (bandiera) | D     | Gary Rensing      |
| 17 | Jugoslavia (bandiera)  | C     | Dragan Popović    |
|    | Stati Uniti (bandiera) | D     | Calderon          |
|    | Stati Uniti (bandiera) | A     | Frank Fischer     |
|    | Polonia (bandiera)     | A     | Casey Frankiewicz |
|    | Stati Uniti (bandiera) | D     | Darrell Smith     |
|    | Stati Uniti (bandiera) | D     | Tim Tyebo         |